# فرانك مور (سياسي)
فرانك مور (بالإنجليزية: Frank Moore)‏ هو موسيقي ورسام وشاعر وسياسي أمريكي، ولد في 25 يونيو 1946 في كولومبوس في الولايات المتحدة، وتوفي في 14 أكتوبر 2013 في بيركيلي في الولايات المتحدة بسبب ذات الرئة.

## روابط خارجية
- فرانك مور على موقع IMDb (الإنجليزية)